# Diga di Keban
La diga di Keban (in turco Keban Barajı) è una diga costruita sul fiume Eufrate e situata in Turchia, nella provincia di Elâzığ.
Questa diga fu la prima e la più a monte ad essere realizzata fra quelle di grandi dimensioni che sono state costruite dalla Turchia lungo il corso dell'Eufrate.
Sebbene la diga di Keban non facesse inizialmente parte del Progetto dell'Anatolia Sud-Orientale (GAP), in seguito fu inserita a pieno titolo in tale progetto, che è finalizzato a stimolare lo sviluppo economico della Turchia sudorientale.
La diga è gestita dalla società statale di servizi idraulici Devlet Su İşleri Genel Müdürlüğü.

## Storia
La costruzione della diga iniziò nel 1966 e si concluse nel 1974.
Il bacino della diga di Keban (in turco: Keban Baraj Gölü), misura 675 km2 ed è il quarto lago più vasto della Turchia (dopo il lago Van, il lago Tuz e il bacino creato dalla diga Atatürk).